# 上海长征医院
上海长征医院（中国人民解放军海军军医大学第二附属医院），位于上海浦東新區的海軍醫院，隶属中国人民解放军海军军医大学，正师级军事单位，是三级甲等医院。

## 简介
1900年德国医生埃里希·宝隆博士创办宝隆医院。1930年更名国立同济大学附属医院。1948年更名中美医院。1950年代，宝隆创办的医院和医学堂分批迁往湖北武汉。1955年10月，由中华人民共和国国防部部长彭德怀签署命令，成立上海急症外科医院。1956年5月，第二军医大学在汉口路515号（惠中旅社）正式创办上海急症外科医院。1958年9月，上海急症外科医院与仍留在上海的同济医院合并，列编为中国人民解放军第二军医大学第二附属医院。1959年10月，迁入凤阳路415号同济医院旧址，对外称上海同济医院。1966年9月，经上海市批准对外称上海长征医院。1969年10月，随第二军医大学调驻陕西省西安市。1975年7月迁回上海原址。2017年更名中国人民解放军海军军医大学第二附属医院。
截至2010年代，医院设有业务科室47个，临床科室35个，辅诊科室12个，临床教研室20个，拥有硕士授权学科33个，博士授权学科28个，并且是临床博士后流动站。医院有2个上海市临床医学中心，2个上海市医学领先专业重点学科，6个全军医学专科技术中心，4个全军医学研究所，10个国家重点学科，是全军实验诊断重点实验室，国家药品临床研究基地，军队药品临床研究基地。
医院具有骨科、肾内科、神经外科、泌尿外科、整形外科、急救科等传统优势学科。1960年，长征医院医学教育家屠开元成功进行了中国首例断肢再植动物实验。1978年6月，医院在中国内地率先进行肾脏移植。1985年，何清廉教授完成了中国内地第一例公开报道的变性手术。1996年，傅志仁教授手术创下中国内地存活时间最长的单次原位全肝移植。

## 分院
- 中国人民解放军海军军医大学长征医院南京分院：位于江苏省南京市下关区建宁路200号。前身是华东海军南京医院，后曾更名华东海军第二医院。1955年正式命名为中国人民解放军第四一四医院，是南京市集医疗、教学、科研为一体的部队综合性三甲医院。1999年，随海军军医学院转隶中国人民解放军第二军医大学建制，编入中国人民解放军第二军医大学第二附属医院，对外命名为中国人民解放军第二军医大学长征医院南京分院[8]。2017年更名中国人民解放军海军军医大学长征医院南京分院。